# Manuel González Busto
Manuel González Busto (Sancti Spíritus, Cuba, 5 de octubre de 1957) es poeta y crítico literario. Graduado de Profesor de Secundaria Superior en Español, en el Instituto Superior Pedagógico Enrique José Varona, en 1980, y de francés, ruso e inglés, en la Escuela de idiomas de Sancti Spíritus, entre 1981 y 1986. Dueño de una extensa obra literaria que se expresa a través de diferentes formas estróficas.

## Obra
Es autor de los siguientes poemarios:
- Magio la rotura de mis flautas (Ediciones Luminaria, Sancti Spíritus, Cuba, 1991), Premio Fayad Jamís 1989.
- Confesiones de un loco descreído (Ediciones Luminaria, Sancti Spíritus, Cuba, 1993) Premio Fayad Jamís, 1991.
- Último incendio en la memoria (Casa Editora Abril, La Habana, Cuba, 1993)
- Caramba, Manuel (Editorial Letras Cubanas, La Habana, Cuba, 1994), Premio Pinos Nuevos, 1994
- Testamento del loco (Editorial Letras Cubanas, La Habana, Cuba, 1998)
- La noche del visionario (Editorial Capiro, Santa Clara, Cuba, 2002), Premio Ser Fiel 2001.
- Ebriedad de los credos (Ediciones Luminaria, Sancti Spíritus, Cuba, 2005)
- Poemas de cuando el hombre pudo razonar (Editorial Oriente, Santiago de Cuba, Cuba, 2005)
- Delirio del aprendiz que quiso ser rey (Ediciones Luminaria, Cuba, 2006)
- Adán: evidencia de los límites (Editorial Letras Cubanas, La Habana, 2007)
- Parábola del triste (Ediciones Unión, La Habana, Cuba, 2007)
- Nueces para una añoranza (Ediciones Luminaria, Cuba, 2008), Premio Fayad Jamís 2007
- Antología de la poesía oral-traumática y cósmica de Manuel González Busto (Frente de Afirmación Hispanista A.C., México, 2009)
- Cartas a Giselle (Ediciones Luminaria, Sancti Spíritus, Cuba, 2010)
- Mítico segundo (Ediciones Luminaria, Sancti Spíritus, Cuba, 2012)
- El reino de los dilemas (Editorial Letras Cubanas, La Habana, Cuba, 2014)
- El invierno de la novia (Ediciones Luminaria, Sancti Spíritus, Cuba, 2015)